# Raveniopsis tomentosa
Raveniopsis tomentosa är en vinruteväxtart som beskrevs av Henry Allan Gleason. Raveniopsis tomentosa ingår i släktet Raveniopsis och familjen vinruteväxter. Inga underarter finns listade i Catalogue of Life.